# ايفان لييتافا
ايفان لييتافا (20 يوليو 1983 ببراتيسلافا في سلوفاكيا - ) هو لاعب كرة قدم سلوفاكي في مركز الهجوم. شارك مع منتخب سلوفاكيا تحت 21 سنة لكرة القدم. أما مع النوادي، فقد لعب مع بوهيميانز 1905 ودنيزلي سبور ودوكلا براغ وقونيا سبور ونادي ترنتشين ونادي جيلينا ونادي سبارتاك ترنافا ونادي سيغما أولوموتس ونادي فورسكلا بولتافا وFK Dukla Prague ‏ ودوكلا بانسكا بيستريتسا ‏ وMFK Skalica ‏.

## وصلات خارجية
- ايفان لييتافا على موقع الاتحاد الأوربي (الإنجليزية)
- ايفان لييتافا على موقع اتحاد تركيا (لاعب) (الإنجليزية)
- ايفان لييتافا على موقع اتحاد أوكرانيا (الإنجليزية)
- ايفان لييتافا على موقع قاعدة بيانات كرة القدم.إي يو (الإنجليزية)
- ايفان لييتافا على موقع Soccerbase.com (لاعب) (الإنجليزية)
- ايفان لييتافا على موقع Soccerway.com (الإنجليزية)
- ايفان لييتافا على موقع عالم كرة القدم.نت (الإنجليزية)